# نام‌های ارمنستان
کشور ارمنستان و ارمنیان نیز از زمان‌های دور با نام‌های مختلفی یاد شده‌اند. ارمنیان خود را «های» و کشورشان را هایک یا «هایاستان» می‌نامند. برخی از همسایگان، ارمنستان و ارمنیان را با نام‌های دیگری نیز شناخته‌اند.
مردم گرجی ارمنیان را «سُمخِبی» (درحالت مفرد: سُمِخی) و ارمنستان را «سُمخِتی» می‌گویند. ملت‌ها و کشورهای دیگر نیز از دیر باز تاکنون ارمنیان و ارمنستان را با تلفظ‌های مختلف کلمهٔ «آرمن» شناخته و می‌شناسند. آنان این کشور را (آرمِنیا، آرمانی، آرمینا، ارمنستان، آرمِنین، اِرمنستان) و به اسامی ای دیگر نامیده و ملت ارمنی را نیز (آرامان، آرمینیان، آدمیانین، آرمِنیر، اِرمَنی و اَرمنی) خوانده‌اند.

## ریشه جویی نام
از میان اسامی گوناگونی که از دیر باز به ارمنیان داده شده مصطلح‌ترین نام (آرمن یا آرمان) است. اولین بار در سنگ نوشته‌هایی که حدود چهار هزار سال از قدمت آن می‌گذرد به این نام برمی‌خوریم؛ سنگ نوشته‌هایی که به دستور پادشاه میان رودان، نارام- سواِن، مکتوب شده و در آن به لشکر کشی‌هایش به کشورهای همسایه اشاره کرده. همچنین نام کشورهایی را که با آن‌ها به نزاع پرداخته آورده‌است. آرمانی (یا آرمانوم) یکی از کشورهایی است که نارام - سواِن در طی سال‌های ۲۲۷۰ تا ۲۲۳۰ قبل از میلاد با آن‌ها به جنگ پرداخته‌است.
در سنگ نوشته‌ای دیگر همراه نام کشوری به نام ابلا مجدد از نام آرمانی یاد شده‌است. بقایای ابلای کهن در نزدیکی شهر حلب یافت شده‌است. در بین باستان شناسان و محققان این شک وجود داشت که آیا نارام - سواِن از ذکر نام آرمانی ارمنستان را در نظر داشته یا منظور وی شهر یا کشوری دیگر بوده که در نزدیکی سواحل دریای مدیترانه در جنوب کیلیکیه قرار داشته‌است. این شک و شبهه با پیدا شدن سنگ نوشته‌ای ستونی، که در ارمنستان بزرگ یافت شد، از بین رفت زیرا با این سند مشخص شد منظور وی از آرمانی در واقع همان ارمنستان بوده‌است.
در آنجا مشخص می‌شود که نارام - سواِن بخش جنوبی کشور ارمنستان را با نام آرمانی می‌شناخته‌اند. در یکی دیگر از سنگ نوشته‌هایی که از وی بر جای مانده به‌طور مجدد همراه با اسامی کشورهای «خاتی» [khati] و «کانِش» [kanesh] اسم آرمانی ذکر شده‌است. خاتی حکومتی بوده که در غرب ارمنستان بزرگ قرار داشته و همسایهٔ دیگر آن نیز کشور کانِش بوده‌است.
دانشمندان اولین مکانی در جهان که میوهٔ زردآلو در آن پیدا شده در واقع کشور ارمنستان بوده‌است؛ یعنی، موطن اصلی این میوه را ارمنستان می‌دانند. ارمنیان این میوه را «دزیران» [Dziran] می‌نامند. در واقع، درخت دزیران را از ارمنستان به ممالک دیگر انتقال داده‌اند تا جایی که در برخی از زبان‌ها اسم زردآلو با نام ارمنستان استفاده شده‌است؛ برای مثال، روم باستان این میوه را «آرمِنیاکوم» به معنای ارمنستانی نامیده‌اند. نام علمی و لاتینی این میوه «برونوس آرمِنیاکا» به معنای آلوی ارمنستان است. در زبان عربی نیز یکی از اسامی این میوه «تفاح الأرمنی» به معنای سیب ارمنستانی است. آرامی‌ها، از ساکنان باستانی بین‌النهرین نیز زردآلو را «خازورا آرمنیا» نامیده‌اند که ترجمهٔ آن سیب ارمنی است.
اکدی‌ها نیز زردآلو را «آرمانو»؛ یعنی، «آرماناکان» به معنی ارمنستانی نامیده‌اند. از آن‌ها سنگ‌نبشته ای مربوط به سه هزار سال قبل از میلاد بر جای مانده که در آن از کلمهٔ آرمانو برای نامیدن زردآلو استفاده شده؛ بنابراین می‌توان نتیجه گرفت که در آن برهه از زمان نام آرمانی برای اکدی‌ها آشنا بوده و پادشاه آنها، نارام - سواِن، نیز ارمنستان را به نام این میوه «آرمانو»؛ یعنی، کشور دارای زردآلو نامیده‌است. اکدی‌ها بز کوهی را «آرمادو» و در برخی سنگ نوشته‌های قدیمی تر «آرماندو» نیز نامیده‌اند. در بین‌النهرین، کوه‌های مرتفع وجود ندارد. فقط از شمال بین‌النهرین کوه‌هایی مرتفع شروع می‌شوند که در واقع ابتدای رشته کوه‌های ارمنستان هستند. در کوه‌های ارمنستان از دیر باز تا کنون حیواناتی مختلف به حیات خود ادامه می‌دهند.
نام علمی نوعی بز کوهی وحشی که در علوم به کار می‌رود «اُویس اُفیون آرمِنیانا» است. از دیرباز بین ارمنیان پرستش بز کوهی معمول بوده و در کوهستان‌های مناطق گِغاما و استان سیونیک ارمنستان کنونی نیز نقاشی‌های دیواری بسیاری از این حیوان یافت شده که از زمان‌های بسیار دور به یادگار مانده‌است. امکان بسیاری وجود دارد که اکدی‌ها از طریق کوه‌های ارمنستان با این حیوان آشنا شده باشند. از این رو، این حیوان را آرمادو نامیده‌اند؛ لذا می‌توان نتیجه گرفت اسمی که اکدی‌ها برای بز کوهی به کار می‌بردند با کشور آرمانی ارتباط داشته‌است.
سنگ نوشته‌هایی که از نارام - سواِن بر جای مانده در واقع کهن‌ترین منابع نوشتاری ای هستند که در آن به ارمنستان به صورت آرمانی اشاره شده‌است. در سنگ نوشته‌های بر جای مانده از نارام - سواِن از پادشاه آرمانی- ارمنستان «ماداگینا» [Madagina] (لازم است ذکر شود که کلمهٔ ماداگینا ریشه‌ای کاملاً ارمنی دارد) نام برده شده‌است. پادشاه «آرمانی ماداگینا» در جنوب منطقهٔ ارمنستان بزرگ با لشکریان نارام - سواِن جنگید.
از این سنگ نوشته‌ها می‌توان دریافت که سارگن بزرگ، پدر بزرگ نارام - سواِن، نیز با ارمنستان جنگ‌هایی داشته و هم سارگون و هم نوه اش، نارام - سواِن، با مقاومت زیادی در ارمنستان رو به رو شده‌اند. در این سنگ نوشته‌ها اشاره شده که آن‌ها چندین لشکرکشی به ارمنستان کرده‌اند. شاید این بدین معنی است که سارگن بزرگ و نوه اش در این جنگ‌ها مغلوب و مجبور به حملهٔ مجدد شده‌اند. از دیرباز بین حکومت‌های ارمنستان و بین‌النهرین جنگ‌هایی درگرفته لیکن این دو کشور زمان‌هایی را نیز در صلح و ارتباط نزدیک گذرانده‌اند.
پادشاه اکد با ساکنان ابلا نیز به جنگ‌هایی پرداخته‌است. در نتیجهٔ کاوش‌هایی که در این مکان صورت گرفته و منجر به بیرون آمدن یک شهر کامل باستانی از زیر زمین شده باستان شناسان سنگ نوشته‌هایی به خط میخی یافته‌اند که در آن‌ها اشاره به ملتی به نام «هایا» شده‌است. در این سنگ نوشته‌ها آمده‌است هایاها ملتی هستند که از مکانی دیگر به «ابلا» آمده‌اند. این مورد نیز اشارهٔ دیگری است که در نیمهٔ دوم هزارهٔ سوم قبل از میلاد به اسم «های» شده‌است.
فریتیوف نانسن در مورد ریشهٔ نام ارمنستان او می‌نویسد:
«فریتیوف نانسن مکانهایی به اسم «آرمنین» [Armenion] یا «آرمینین» [Arminion] اشاره می‌کند. استرابون از شهر آرمنین، در نزدیکی «دریاچهٔ بویبس»،[boibeis] واقع در تسالی، نام می‌برد.»
ایلیاد از یک «اورمنین» [Ormenion] در «تسالی» نام برده که استرابون آن را اورمینین نامیده‌است. در بیتینی واقع در آسیای صغیر، کوهی بوده موسوم به «اورمینین اوروس». [Orminion Oros] در سینوپ بندرگاهی وجود داشته به نام «آرمنه».[Armene] نزدیک سرچشمه‌های هالیس (قزل‌ایرماق فعلی)، واقع در استان سیواس امروزی، کوهی بوده به نام اورمنین. در کتیبه‌ای از منوآ، «پادشاه خالدی»، که در مورد عملیات او در غرب توضیح می‌دهد، اسم مکانی با نام «اورمنی اوبینی» ذکر شده، که با «اورمینین» یونانی مطابقت دارد.
پسر منوآ، آرگیشتی یکم، نیز از شهر «اورمنی» سخن به میان آورده‌است؛ بنابراین، به نظر می‌رسد در اوایل سدهٔ هشتم قبل از میلاد ارمنیان در کشور کوهستانی نزدیک سرچشمه‌های هالیس، در مغرب اورارتو (خالدیا) یا آنجایی که بعدها ارمنستان بزرگ نامیده شد، اسکان یافتند.
به تدریج، که قدرت «خالدیان» به دلیل حملات قبایل هند و اروپایی از شمال و مشرق رو به ضعف گذاشت، ارمنیان احتمالاً همراه با بقایای اقوام خویشاوند؛ یعنی، «تراسی‌ها» (تراکیه) و کیمریان به کشورشان مهاجرت کردند و اندکی آنان را بیرون راندند. خالدیان به کوه‌ها رانده شدند یا در همان حینی که زبانشان را رواج می‌دادند با آنان پیوندهای خویشاوندی برقرار کردند.